# Triviális csoport
A matematikában a triviális csoport egy olyan csoport, amelynek pontosan egy eleme van. Az összes ilyen csoport izomorf egymással, így gyakran csak mint a triviális csoportról beszélünk. A csoport egyetlen eleme a triviális csoport neutrális eleme és gyakran jelölik 0-val, 1-gyel, vagy e-vel . Ha a csoportműveletet ∗ jelöli, akkor igaz, hogy 1=e ∗ e = e.
A hasonlóan definiált triviális monoid szintén csoport, mivel az egyetlen elemének önmaga az inverze és így megegyezik a triviális csoporttal.
A triviális csoport nem keverendő az üres halmazzal, amelynek nincs egy eleme sem, így neutrális eleme sem, vagyis így nem lehet csoport sem.
Egy tetszőleges G csoport esetén azt a csoportot, ami csak G neutrális elemét tartalmazza, G triviális részcsoportjának nevezzük. A triviális részcsoport minden konjugáltja önmaga, ezért normálosztó G-ben, a faktorcsoport a teljes G.
Amikor azt mondjuk, hogy G-nek nincs valódi részcsoportja, az azt jelenti, hogy G összes részcsoportja vagy triviális csoport {e}, vagy a teljes G csoport.

## Tulajdonságok
A triviális csoport ciklikus csoport, amelynek rendje 1; amit Z1-gyel vagy C1-gyel is jelölnek. Ha a csoportműveletet összeadásnak nevezzük, akkor a triviális csoportot 0-val jelöljük, ha szorzásnak, akkor a csoportot 1-gyel (is) jelöljük.
A triviális csoport a csoportok osztályában egyfajta zérusnak felel meg.